# 羽渕紅洲
羽渕 紅洲（はぶち こうしゅう）とは日本のステンドグラス作家である。

## 人物
- 初代 紅洲（1902年9月20日 - 1971年2月8日） 本名：羽渕 寛（はぶち ひろし）
  - 1955年 第1回日本工芸学会主催工芸展 通商産業省軽工業局賞受賞
  - 1956年 第2回日本工芸学会主催工芸展 日本経済新聞社賞受賞
  - 1969年 大阪府知事より文化功労賞拝受
  - 1971年 大阪工芸展 商工会議所会頭賞受賞
- 二代 紅洲（1942年10月30日 - ） 本名：羽渕 恭夫（はぶち ゆきお） 羽渕 寛の次男
  - 現ベニス工房代表者。
  - 1971年 社団法人・大阪工芸協会評議員拝命～2013年退会
  - 1977年 一般社団法人・日本建築協会会員
  - 1978年 日本ステインドグラス協会設立・副会長拝命～1989年退会
  - 1981年 第15回SDAデザイン賞受賞
  - なお長男の羽渕幹夫（はぶち みきお 1929年12月22日 - 2024年3月8日 ）は日本の建築家。
  - 元 ベニス・スタジオ建築設計事務所 代表。
  - 長男 羽渕幹夫は紺綬褒章、瑞宝双光章を拝受

## 主要な作品
※名称は当時のもの。震災にて倒壊・解体され現存しない作品もあり。
- カトリック大阪司教座教会マリア大聖堂 420m2
- 大阪府寝屋川市庁舎壁面レリーフ「和光」 99m2
- 東京渋谷青山学院初等部礼拝堂 10m2
- 大阪府広域南部地下水処理場中庭壁面レリーフ 46m2
- 池田市市庁舎階段室「豊能の四季」 10m2
- 大阪城星学園礼拝堂14面 16m2
- 池田文化市民会館2階 アゼリアホール「現在・過去・未来」 70m2
- 神戸女子学院 デフォレス記念館 40m2
- 京都阪急百貨店1階特選品売り場他 43m2
- 梅田阪急グランドドーム、グランドビル 85m2
- 茨木市民体育館ロービー（ダル） 24m2
- 伊丹近畿中央病院ロビー 18m2
- 姫路市庁舎市民ホール天井「四神」 32m2
- 京都 大徳寺・如意庵 6m2
- 上六ハイタウン時計塔 16m2
- 今治カトリック教会礼拝堂 30m2
- 島根県津和野乙女峠殉教地マリア記念聖堂 8m2
- 奈良中央公民館5階ホール天井 12m2
- 岐阜市民センター2階文化ホール 12m2
- 東京有楽町センタービル（マリオン）12階階段室 42m2
- 熊本厚生年金会館4階多目的室  12m2
- 広島市庁舎・西正面入口吹き抜けロビー「広島の彩時記」（ダル） 10m2
- 枚方市保険センター 18m2
- 相川大阪成蹊学園食堂8面 8m2
- 聖公会千葉復活教会 5m2